# سرية علقمة بن مجزز المدلجي
سرية علقمة بن مجزز المدلجي، إلى الحبشة في شهر ربيع الثاني سنة 9 هـ، لِمَا بلغ النبي محمد أن ناسًا من الحبشة تراياهم أهل جدة، فبعث إليهم علقمة بن مجزز المدلجي في 300 رجل. فانتهى إلى جزيرة في البحر وقد خاض إليهم البحر فهربوا منه.